# Hozier
Andrew Hozier-Byrne (Bray, 17 de marzo de 1990), más conocido como Hozier, es un cantante y compositor irlandés, que saltó a la fama entre 2014 y 2015 con «Take Me to Church», que alcanzó la segunda posición del listado de sencillos de Irlanda, Reino Unido, Australia y del Hot 100 de Billboard de Estados Unidos respectivamente, donde vendió más de cinco millones de copias. En 2015, su obra «Take Me to Church» optó al Grammy como canción del año.
Su álbum de estudio debut Hozier, se publicó a inicios de octubre de 2014, y tuvo un buen recibimiento comercial en diversos países, entre ellos Reino Unido y Estados Unidos, donde vendió más de un millón de copias y se situó en el puesto 2 del Billboard 200.
En septiembre de 2018, Hozier publicó un EP titulado Nina Cried Power, cuyo sencillo principal comparte el mismo título. Publicó su segundo álbum, Wasteland, Baby!, en marzo de 2019, el cual debutó en el primer lugar del Billboard 200 de Estados Unidos.

## Infancia
Hozier nació el 17 de marzo de 1990 en Bray, una localidad rural en el Condado de Wicklow, Irlanda. Hijo de John, un músico irlandés que sirvió como baterista en una banda de blues en Dublín, y de Raine, pintora de profesión, quien diseñó las carátulas de los extended plays (EPs) Take Me to Church (2013) y From Eden (2014), y la del álbum de estudio debut y epónimo de Hozier (2014). Tiene un hermano mayor de nombre Jon, que trabaja en el cine. Sus padres fueron educados en la religión católica; sin embargo, decidieron no dar a Hozier una formación religiosa.

## Carrera musical

### 2008–2012: Comienzos y formación
Durante su infancia escuchaba frecuentemente vinilos y casetes de música blues, soul y jazz de artistas afroamericanos que sus padres tenían en casa, y era muy aficionado a la película The Blues Brothers y a los álbumes de Nina Simone, a quien cita como una de sus mayores influencias. Desde muy joven realizaba actuaciones musicales «en el ático de su padre», y a los quince años se integró en una banda de música blues llamada Blue Zoots, que interpretaba canciones de artistas como Screamin' Jay Hawkins, Howlin' Wolf, y Tom Waits. Hozier aprendió a tocar la guitarra, y asistió a la St. Gerard's School, una escuela privada en Bray, donde cantaba en el coro e interpretaba números de blues en las exhibiciones de talento.
En 2007 Hozier actuó por primera vez con Anúna, un grupo coral irlandés, y en 2012 fue solista en «La Chanson de Mardi Gras», el tema introductorio del álbum Illuminations, producido para celebrar el vigesimoquinto aniversario del grupo. Junto con Anúna, realizó actuaciones en territorios como Noruega y los Países Bajos.
En 2008 se inscribió en la Trinity College de Dublín para estudiar música, y participó como vocalista en la orquesta de la casa de estudio. Un año después, fue descubierto por un empleado de Universal Music Ireland en un concurso de talento en la universidad, quien le propuso un contrato discográfico. Hozier se sentía incómodo trabajando con los productores, y a finales de 2012, expresó el deseo de encargarse de sus propias composiciones; volvió a casa de sus padres en Bray y terminó la maqueta de la canción titulada «Take Me to Church», que había comenzado a escribir un año atrás, influenciado por factores diversos como su primer romance, escritos ateos, la represión a los homosexuales en Rusia y su descontento con la Iglesia Católica. El tema captó la atención del sello Rubyworks, que le encargó a Rob Kirwan de sobregrabar el original con instrumentos en vivo. Kirwan detectó «un enorme potencial en la maqueta» y cierta similitud con Adele.

### 2013–2017: Revelación y «Take Me to Church»
El 13 de septiembre de 2013, Rubyworks publicó el extendided play (EP) debut Take Me to Church en BandCamp y en iTunes Store. El EP incluye, además del tema homónimo, «Like Real People Do», «Angel of Small Death & the Codeine Scene» y una versión en vivo de «Cherry Wine». El EP se hizo popular en las redes social rápidamente y muchos usuarios pagaron «al menos cinco euros», a pesar de poder descargarse gratuitamente en BandCamp. Tras esta buena acogida por parte del público, Hozier realizó un espectáculo en Dublín, para el que se agotaron las entradas con varias semanas de antelación. El 25 de septiembre fue lanzado el vídeo de su sencillo debut, «Take Me to Church», realizado por la compañía irlandesa Feel Good Lost. El videoclip, en blanco y negro, hace referencia a la represión que sufre la comunidad LGBT+ en Rusia y muestra a un hombre gay «brutalmente golpeado» por una multitud furiosa mientras que su amante lo presencia a distancia sin poder hacer nada. Se convirtió en un vídeo viral, sin causar ninguna controversia pública, a pesar de las letras fuertemente críticas con la iglesia católica. El éxito del vídeo llamó la atención de las compañías discográficas; al respecto, Rob Kirwany comentó que entre la centena de espectadores a una actuación, más de un quinto eran cazatalentos de sellos discográficos. Rubyworks firmó un acuerdo con Columbia Records y Island Records para promocionar la canción en los Estados Unidos. En octubre de 2013, el EP se situó en la primera y segunda posición en la lista de éxitos de iTunes y la lista oficial de Irlanda, respectivamente. Hozier recibió elogios de parte de la prensa especializada por sus letras francas y su destreza vocal. Asimismo, artistas como Adele y Taylor Swift hicieron comentarios favorables sobre su música.

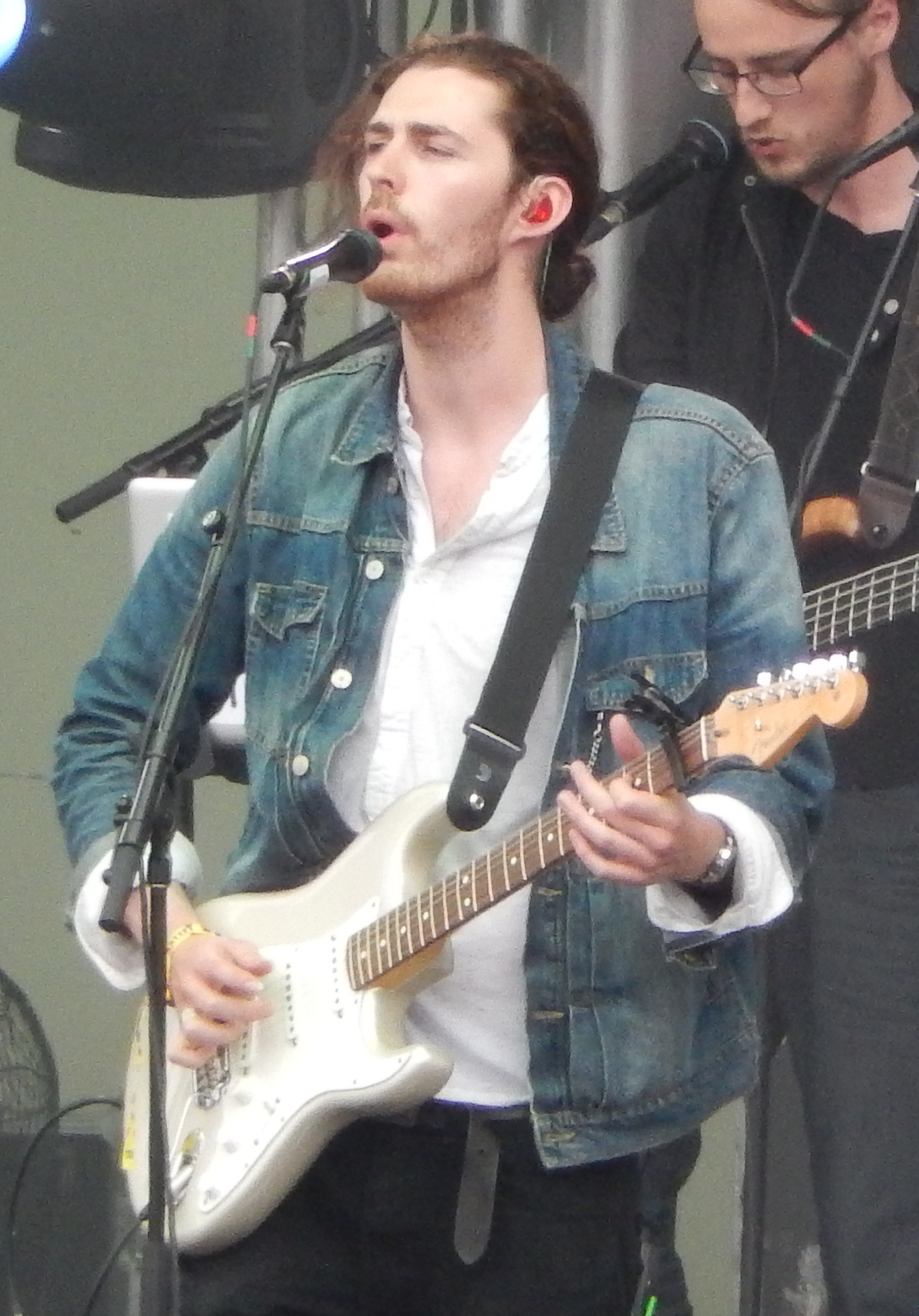
Hozier en el festival de Lollapalooza en Chicago en agosto de 2014.

En marzo de 2014, su segundo EP, From Eden, fue publicado en Spotify por reproducción continua y un mes después apareció en las tiendas digitales. Consta de cuatro temas, compuestos por Hozier y producidos junto con Kirwan. La canción que da el nombre al álbum, obtuvo la segunda posición en la lista musical de Irlanda y el puesto 15 en la Hot Rock Songs de Billboard de los Estados Unidos. Hozier hizo su debut en la televisión estadounidense el 14 de mayo de 2014 en Late Show with David Letterman con una actuación de «Take Me to Church», y a fines de junio del mismo año Columbia envió el tema a las radios estadounidenses. En octubre de 2014, Hozier interpretó «Take Me to Church» en Saturday Night Live, y para finales de noviembre «Take Me to Church» era todo un éxito en Estados Unidos; había permanecido aproximadamente tres meses entre los primeros diez de la Billboard Hot 100, por lo que marcó un hito para una canción de un solista masculino. A principios de diciembre, tocó la canción en el Victoria's Secret Fashion Show de 2014  y en el programa The Voice, tras lo cual ascendió a la posición número 2 del Hot 100 de Billboard por tres semanas consecutivas; su posición más alta en la lista. Por otro lado, obtuvo la número 1 del Hot Rock Songs; el tema vendió más de cinco millones de unidades en Estados Unidos y en reconocimiento a sus ventas la Recording Industry Association of America (RIAA) lo certificó cinco veces platino. En Reino Unido también tuvo éxito al entrar en la número 2 del ranquin de sencillo británica, y de acuerdo con el informe de ventas de los primeros seis meses del año 2015, fue la tercera canción más vendida de ese entonces y para el reporte de ventas de fin de año figuró en el mismo puesto por ventas de 1.2 millón de copias, por lo que consiguió la certificación discográfica de doble platino por la British Phonographic Industry (BPI). «Take Me to Church» fue nominado a la canción del año en los Grammy de 2015, pero perdió ante «Stay with Me» de Sam Smith. En la ceremonia cantó la canción nominada y «I Put a Spell on You» junto con Annie Lennox.
Su álbum de estudio debut y epónimo se publicó el 7 de octubre de 2014 en Estados Unidos, donde debutó en la posición número 2 del listado de éxitos Billboard 200, y encabezó los ránquines Top Rock Albums, folk y alternative de Billboard. Hozier vendió más de un millón de ejemplares en el territorio estadounidense, por lo que la RIAA lo certificó platino. El disco también tuvo éxito en varios países europeos y oceánicos al ingresar a los diez principales de las listas de álbumes de Reino Unido, Italia, Polonia, Suecia, Australia, Nueva Zelanda, entre otros. En Irlanda, entró ocho veces en la número 1 del ranquin de álbumes irlandesa y en su semana de estreno fue certificado platino; para abril de 2015, había venido más de 90 000 copias en Irlanda. Hozier fue nominado al álbum internacional del año para los Premios Juno de 2016. Para promover su primer álbum, Hozier se embarcó una gira musical titulada Hozier World Tour, que comenzó en los Estados Unidos y Canadá en febrero de 2015, y trascurrió por Australia, Nueva Zelanda y varios países europeos.
En febrero de 2015, Hozier fue un candidato al galardón solista internacional masculino de los premios Brit, y para la edición de 2015 de los Billboard Music Awards, celebrados en mayo, interpretó «Take Me to Church» y obtuvo los galardones al mejor artista de rock y mejor canción de rock por «Take Me to Church». Asimismo optó a los premios mejor artista nuevo, mejor álbum de rock por Hozier y mejor canción streaming (audio) por «Take Me to Church» respectivamente. Por otro lado, en los premios Ivor Novello 2015 ganó el galardón mejor canción musical y líricamente por «Take Me to Church», y el videoclip de tema obtuvo la nominación al mejor vídeo de rock en los MTV Video Music Awards 2015. En noviembre de 2015, Hozier realizó una puesta en escena de «Take Me to Church» y una versión del tema «Blackbird», de Beatles, con la cantante Tori Kelly en el concierto Big Music in 2015: You Oughta Know de la VH1 en Nueva York, donde además recibió el galardón VH1 artista del año, sobre la base de votos de los aficionados. Para los American Music Awards 2015 estuvo nominado al artista favorito de rock alternativo y, en los BBC Music Awards 2015 ganó el galardón canción del año por «Take Me to Church» y figuró entre los nominados al artista internacional del año.
En junio de 2016, anunció que había compuesto una canción titulada «Better Love», que sería lanzada al mercado musical como parte de la banda sonora de la película La leyenda de Tarzán.

### 2018–2022:Nina Cried PoweryWasteland, Baby!
En septiembre de 2018, Hozier regresó a la escena musical con el lanzamiento del EP Nina Cried Power. Dicho EP incluye una colaboración con Mavis Staples, la cual da nombre al disco, así como otras tres canciones, tituladas "NFWMB", "Moment's Silence (Common Tongue)" y "Shrike". El cantante declaró durante esa época que se encontraba grabando su segundo álbum. La canción principal, "Nina Cried Power", se opone a la xenofobia, y hace referencia a varios cantantes, reconociendo sus contribuciones.
El segundo álbum de Hozier, Wasteland, Baby!, fue publicado el 1 de marzo de 2019 y se posicionó en el primer lugar del Billboard 200 en los Estados Unidos. La portada del álbum fue pintada por la mamá de Hozier, quien también creó las portadas y el arte de sus lanzamientos anteriores. Para promocionar el álbum, Hozier se embarcó en una gira mundial, visitando varios recintos y festivales en América del Norte, Australia, Nueva Zelanda y Europa.
El sencillo principal del álbum, "Movement", fue publicado el 14 de noviembre de 2018 junto con el vídeo musical que incluye la participación del bailarín ucraniano Serguéi Polunin. Polunin había interpretado previamente una coreografía utilizando la canción "Take Me to Church". Posteriormente, Hozier publicó los sencillos "Almost (Sweet Music)" el 16 de enero de 2019 y "Dinner and Diatribes" el 6 de marzo de 2019, cuyo vídeo cuenta con la participación de la actriz Anya Taylor-Joy, así como con la dirección de Anthony Byrne, quien anteriormente había dirigido el vídeo de "Someone New". Dos canciones del EP "Nina Cried Power", el sencillo principal y "Shrike", fueron incluidos también en "Wasteland, Baby!". La canción "No Plan" fue influenciada en gran medida por una conferencia ofrecida por la astrofísica Katie Mack acerca del fin del universo.
El 20 de noviembre de 2019 fue publicada la canción Jackboot Jump (Live), la cual fue escrita mientras Hozier se encontraba de gira y grabada en vivo durante un concierto en El Paso, Texas. Ha sido definida como un tributo a las canciones de protesta tradicionales de artistas como Pete Seeger y Woody Guthrie. Hozier declaró que escribió la canción "a la luz de los actuales distubios políticos y los regímenes opresivos". Además, aseguró que es un adelanto de la música nueva que publicará en 2020.
En marzo y abril de 2020, durante la pandemia de COVID-19, Hozier actuó a través de las redes sociales para recaudar fondos y crear conciencia para la Sociedad Irlandesa para la Prevención de la Crueldad contra los Niños (ISPCC). El 29 de octubre de 2021, Hozier lanzó el sencillo "Tell It to My Heart" en colaboración con Meduza, que debutó en el puesto 13 en la lista de singles irlandeses. "Blood Upon the Snow" se lanzó el 9 de noviembre de 2022, como una colaboración con el compositor Bear McCreary para el videojuego God of War: Ragnarök.

### 2023–act.:Unreal UnearthyUnheard
El 17 de marzo de 2023, publicó su sexto extended play (EP) Eat Your Young. El nuevo EP incluye tres nuevas canciones: "Eat Your Young", "All Things End" y "Through Me (The Flood)". Tras el éxito moderado del lanzamiento, el sencillo "Eat Your Young" fue utilizado como primer sencillo de su tercer álbum de estudio. A este le siguió el sencillo "All Things End" publicado como segundo sencillo del álbum el 27 de abril. "Francesca" fue publicado como tercer sencillo el 19 de mayo.
El álbum titulado Unreal Unearth fue publicado el 18 de agosto de 2023. El álbum es uno de los más personales, la relación de Hozier con su idioma materno es más que evidente en las letras de las canciones ("uiscefhuaraithe") y los propios temas de las canciones. También canta en irlandés en una parte de la canción "De Selby (Part 1)", con el apoyo de la traducción de Darach Ó Séaghdha, Peter Kavanagh y de Dr. Gearóidín McEvoy.
El 22 de marzo de 2024, Hozier lanzó su séptimo EP Unheard, que incluye cuatro nuevas canciones: "Too Sweet", "Wildflower and Barley" con Allison Russell , “Empire Now” y “Fare Well”. Las canciones originalmente estaban destinadas a ser incluidas en Unreal Unearth. "Too Sweet", que fue publicado como sencillo principal del álbum, logró posicionarte en el número uno en la prestigiosa lista Billboard Hot 100, convirtiéndose así en su primer número uno en las listas estadounidenses.

## Características musicales

### Influencias

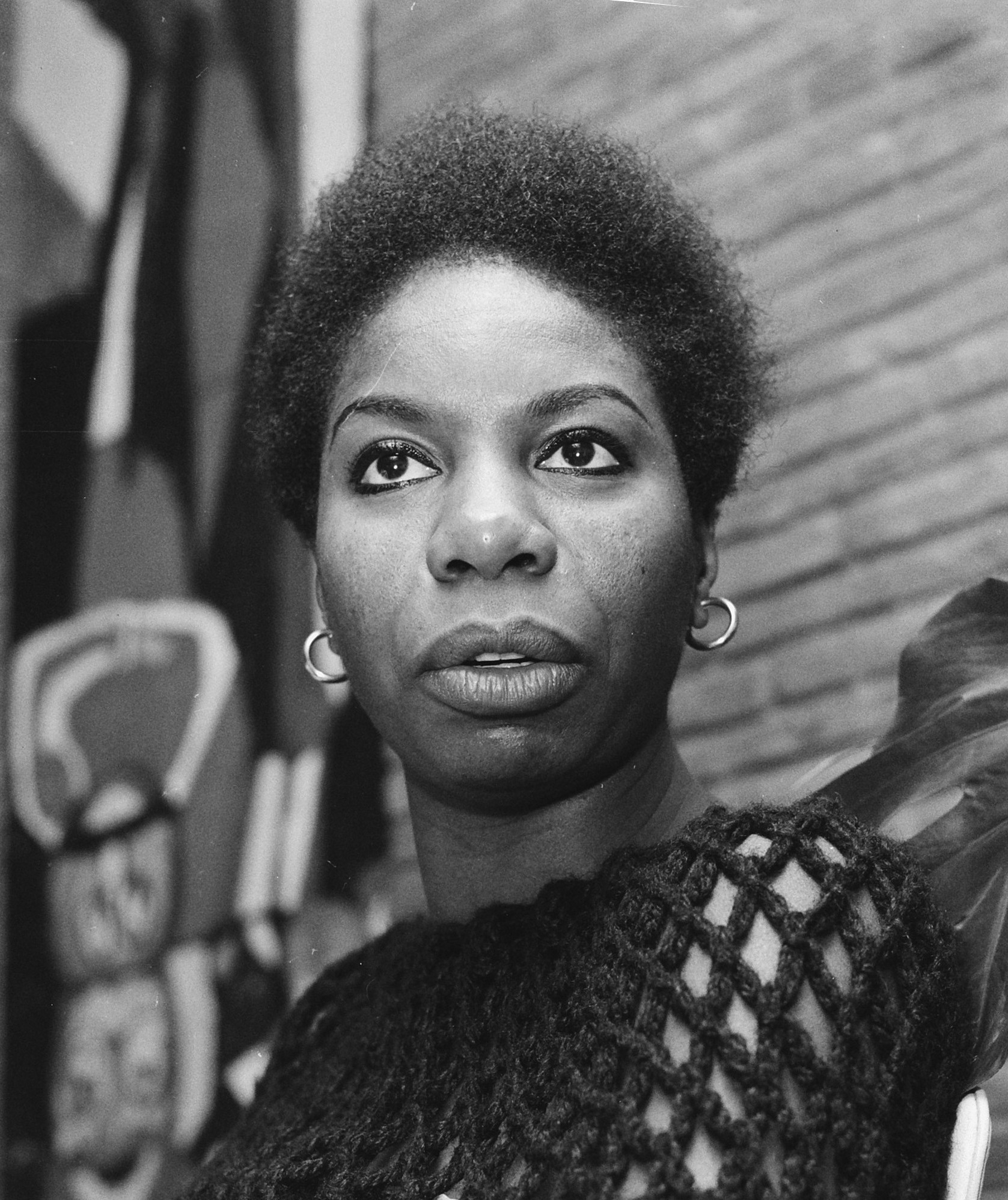
Nina Simone es una de las artistas que ha influenciado a Hozier.

Hozier creció escuchando elepés y casetes de «música afroamericana» como  blues, jazz y soul que sus padres tenían en casa; se apasionó por «la música de principios del siglo XX, como el vodevil», y las grabaciones de John Lee Hooker, Bukka White y Tom Waits, Descubrió la canción «Small Change» de Waits gracias a un primo y, entusiasmado por la música del artista, comenzó a escuchar muestras de temas de los álbumes Blood Money and Alice y The Black Rider a través de su celular, ya que no había una tienda cerca donde comprar los discos. Según él, está «obsesionado con todo su catálogo». Le «encanta Muddy Waters», y reconoce que una de sus artistas preferidas es Nina Simone, a quien comenzó a escuchar cuando tenía «siete u ocho años» cada noche antes de dormir. Entre sus influencias tempranas, menciona también la película The Blues Brothers. Prefiere las cantantes femeninas, en particular St Vincent, Feist, Lisa Hannigan, Ella Fitzgerald y Billie Holiday, que, según él, tiene una «tristeza inmaculada» en su voz. Para su sencillo debut, «Take Me to Church», tomó como referencia el poema «Chorus Sacerdotum» del dramaturgo Fulke Greville, «los escritos ateos de Christopher Hitchens», la represión a la comunidad LGBT+ en Rusia, la creencia de la iglesia católica en el pecado original, su primera ruptura amorosa y Nina Simone. Por otra parte, su álbum Hozier, versa acerca de su primera relación rota, Exclaim.com escribió que el sonido de cada canción del álbum está inspirado en sus influencias musicales.

### Composiciones y estilo vocal
Hozier se describe a sí mismo como un compositor «meticuloso», que busca siempre la palabra correcta para que el público pueda entender sus canciones fácilmente. Varios críticos elogiaron la sinceridad que se desprende de «Take Me to Church» y las capacidades vocales del cantante. El articulista Rowland Sarah, de Nylon, destaca la inclinación a componer canciones con temáticas de interés público que abarcan desde «la igualdad y el nacionalismo», hasta la «liberación y la rebelión». En un artículo para Exclaim.com, el comentarista Mackenzi Herd, sostiene que «Hozier con su álbum debut [epónimo] es un modelo para los jóvenes que están aprendiendo a escribir canciones significativas». y subraya sus alusiones a Dios como una «figura de autoridad inflexible» y los ataques a aquellos que recurren a la violencia en su nombre. Hozier tiene una voz de barítono.

## Activismo y filantropía
Hozier, desde sus inicios musicales con «Take Me to Church» mostró su descontento por la represión a los homosexuales en Rusia. También criticó a la Iglesia Católica por el dogma sobre el pecado original, por «maltratar a los homosexuales y encubrir el abuso sexual infantil». En noviembre de 2015 Stutz Colin, reportero de Billboard, calificó a Hozier «como uno de los críticos más sinceros» de la «homofobia institucionalizada»

En febrero de 2016 Hozier publicó un vídeo de su canción «Cherry Wine», protagonizado por la actriz Saoirse Ronan, quien hace el papel de una mujer maltratada por su marido. El videoclip fue lanzado con el propósito de recaudar fondos para apoyar a las distintas organizaciones que luchan contra la violencia de género.
A finales de 2019, Hozier creó un pódcast original titulado Cry Power, en asociación con Global Citizen, que consistió de 9 episodios. En estos, Hozier platicaba con artistas y activistas acerca de las metas de la Organización de Naciones Unidas y de cómo la gente puede llevar a cabo acciones para cambiar el mundo. Los invitados, en orden de aparición, incluyeron a Annie Lennox, Bono, Nick Grono, Mavis Staples, Marcus Mumford, Hugh Evans de Global Citizen, Ifrah Ahmed, Colm O'Gorman y el presidente de Irlanda, Michael D. Higgins. 
En marzo y abril de 2020 realizó varias presentaciones en Instagram y Facebook para crear conciencia y recaudar fondos para la asociación Irish Society for the Prevention of Cruelty to Children (ISPCC) y el Downtown's Women Center en Los Ángeles para las mujeres en situación de calle durante la pandemia de COVID-19. El 14 de abril de ese mismo año anunció que lanzaría su versión de The Parting Glass, la cual había interpretado anteriormente el 27 de marzo en el Late Late Show en honor a las personas que han fallecido a causa de coronavirus, en todas las plataformas digitales, y que las ganancias que generara dicho cover serían destinadas a ISPCC/Childline.

## Discografía
Álbumes de estudio
- Hozier (2014)
- Wasteland, Baby! (2019)
- Unreal Unearth (2023)

Extended plays
- Take Me to Church (2013)
- From Edem (2014)
- Spotify Sessions London (2014)
- Live in America (2015)
- Nina Cried Power (2018)
- Eat Your Young (2023)
- Unheard (2024)[82]

## Giras musicales
- Hozier World Tour (2014-15)
- Wasteland Baby! World Tour (2018-2019)
- Unreal Unearth Tour (2023)[83]

## Premios y nominaciones
| Año  | Premiación             | Categoría                           | Nominado            | Resultado | Ref.   |
| ---- | ---------------------- | ----------------------------------- | ------------------- | --------- | ------ |
| 2014 | MTV Europe Music Award | Mejor canción con un mensaje social | «Take Me to Church» | Nominado  | [ 84 ] |
| 2015 | BBC Music Awards       | Canción del año                     | «Take Me to Church» | Ganador   | [ 85 ] |
| 2015 | BBC Music Awards       | Artista internacional del año       | Él mismo            | Nominado  | [ 85 ] |
| 2015 | American Music Awards  | Artista favorito de alternativa     | Él mismo            | Nominado  | [ 86 ] |
| 2015 | Billboard Music Awards | Mejor artista nuevo                 | Él mismo            | Nominado  |        |
| 2015 | Billboard Music Awards | Mejor artista de rock               | Él mismo            | Ganador   |        |
| 2015 | Billboard Music Awards | Mejor álbum de rock                 | Hozier              | Nominado  |        |
| 2015 | Billboard Music Awards | Mejor canción streaming (audio)     | «Take Me to Church» | Nominado  |        |
| 2015 | Billboard Music Awards | Mejor canción rock                  | «Take Me to Church» | Ganador   |        |
| 2015 | Grammy Awards          | Canción del año                     | «Take Me to Church» | Nominado  |        |
| 2015 | MTV Video Music Awards | Mejor Video con Mensaje             | «Take Me to Church» | Nominado  |        |